# Le Duc d'Albe
Pour les articles homonymes, voir Duc d'Albe.
Le Duc d'Albe (en italien Il duca d'Alba) est un grand opéra en quatre actes de Gaetano Donizetti composé pour l'essentiel en 1839 à Paris sur un livret d'Eugène Scribe et Charles Duveyrier, laissé inachevé par le compositeur, terminé par Matteo Salvi et créé au Teatro Apollo de Rome le 22 mars 1882 dans la version italienne d'Angelo Zanardini (it).

## Histoire
Après une première tentative couronnée de succès au Théâtre des Italiens en 1835 avec Marino Faliero, Donizetti vient s'installer à Paris en 1838 et entame aussitôt une féconde collaboration avec le prince des librettistes d'opéra de l'époque, Eugène Scribe. C'est lui qui, avec la collaboration de Charles Duveyrier, donne au compositeur le livret du premier de ses quatre grands opéras à la française, Le Duc d'Albe.
Inspiré d'un épisode historique authentique, le livret, qui met en scène une puissante triade de personnages, est parfaitement adapté au genre du grand opéra romantique qui triomphe alors. Délaissé par Donizetti, il sera d'ailleurs recyclé par Scribe pour Verdi et formera le fond de l'argument des Vêpres siciliennes.

### Un ouvrage commandé par l'Opéra de Paris mais jamais représenté du vivant de Donizetti
Le contrat entre Donizetti et l'Opéra de Paris est conclu le 16 août 1838 et le compositeur se met à travailler à son ouvrage de manière intermittente tout en adaptant plusieurs autres partitions pour la scène parisienne. Mais à partir de 1840, un nouveau directeur, Léon Pillet, s'associe avec Charles-Edmond Duponchel (1795-1868) à la tête de l'Opéra, et avec lui commence le « règne » de sa maîtresse, l'impérieuse prima donna Rosine Stoltz. Or Rosine Stoltz n'aime pas Le Duc d'Albe : non seulement le personnage-titre est un homme, mais elle trouve le rôle d'Hélène sans relief ; pire, il est écrit pour un soprano lyrique, comme sa principale rivale à l'Opéra, Julie Dorus-Gras, alors qu'elle-même est mezzo-soprano et ne pourrait chanter le rôle qu'au prix d'une adaptation de celui-ci à sa tessiture. Elle obtient donc qu'au Duc d'Albe soit substitué La Favorite, et Donizetti met de côté la partition inachevée, qu'il ne reprendra jamais de son vivant.

### Les tentatives avortées de mise au jour auXIXesiècle
À partir de 1847 pourtant, Rosine Stoltz doit prendre sa retraite de l'Opéra en raison de graves défaillances vocales, entraînant dans sa chute Léon Pillet. Resté seul maître à bord, Duponchel voudrait faire représenter Le Duc d'Albe, sur lequel l'Opéra a engagé des sommes importantes. Après la mort de Donizetti survenue en 1848, il se tourne vers ses parents en les assurant qu'on trouvera un musicien de confiance pour compléter la partition et l'adapter aux chanteurs disponibles. Le manuscrit est alors soumis à l'examen de deux experts, Antonio Dolci (ru) et Louis Dietsch, mais aucune décision n'est prise en définitive.
En 1875, la ville natale de Donizetti, Bergame, envisage d'exhumer l'ouvrage et nomme une commission composée des compositeurs Alessandro Nini, Giovanni Bertuletti (ru) et Bernardino Zanetti pour examiner la partition. Elle conclut que si l'acte I est achevé sur le plan orchestral et l'acte II pratiquement complet, les actes III et IV sont à l'état de simples ébauches, avec une ligne vocale notée de bout en bout mais seulement quelques indications pour le reste. Au demeurant, plusieurs passages du Duc d'Albe ont été recyclés dans des opéras postérieurs, selon une pratique courante de Donizetti, à l'instar de l'air de ténor Ange des cieux devenu Ange si pur (Spirto gentil) dans La Favorite. Dans ces conditions, la commission donne un avis défavorable à l’interprétation complète de l’œuvre ainsi qu’à une représentation partielle limitée au premier acte.

### La création de 1882 dans la version révisée par Matteo Salvi
En 1881, les héritiers de Donizetti proposent le manuscrit à la célèbre Casa Ricordi, éditeur de Verdi, mais celle-ci le refuse en prétextant que l'achèvement de la partition par une autre main « nuirait au renom et à l'art de ce célèbre compositeur ». Sitôt Ricordi a-t-il refusé que le manuscrit est acheté par Giovannina Strazza, veuve de l'éditeur concurrent, le milanais Francesco Lucca. Rendant public son refus dans un article paru quelques semaines plus tard dans La Gazette musicale de Milan, Ricordi déclenche une polémique sur l'opportunité d'exhumer l'ouvrage, à laquelle se joint Bernardino Zanetti qui affirme avoir eu connaissance d’extraits autographes autres que ceux acquis par la Casa musicale Lucca, faisant ainsi croire qu’il existe deux autographes distincts du Duc d’Albe.
Afin de mettre fin à cette querelle, Giovannina Lucca demande au conservatoire de Milan que soit nommée une troisième commission chargée de se prononcer sur l’authenticité de la partition. Celle-ci est composée d'Antonio Bazzini, directeur du Conservatoire, et de deux compositeurs, Cesare Dominiceti (it) et Amilcare Ponchielli, qui procèdent à un nouvel examen de la partition. Ils concluent que l'intégrité de l'opéra est intacte et qu'il existe suffisamment de numéros achevés et de pages ne réclamant que quelques minimes ajouts pour qu'il suffise de s'assurer le concours d'une main experte et sûre pour que Le Duc d'Albe « puisse être présenté au public comme l'œuvre incontestable de Donizetti ». Giovannina Strazza recrute le compositeur Matteo Salvi (1816-1887), ancien élève de Donizetti, pour réaliser les recherches nécessaires et achever la partition tandis qu'Angelo Zanardini (it) (1812-1893) est chargé de transformer le livret de Scribe et Duveyrier en un opéra italien en quatre actes.
En réalité, Salvi ne se contente pas de compléter la partition de Donizetti, mais il la met au goût du jour. L'ensemble de la musique, y compris les passages qui avaient été achevés par Donizetti, est remanié. Certaines pages du Duc d’Albe ayant été transférées par Donizetti dans La Favorite, Salvi compose des passages de substitution comme la romance de Marcello Angelo casto e bel, appelée à devenir l'air le plus célèbre de l’opéra. Suivant, quand elles existent, les indications de son maître, il complète la partition, composant le finale à partir de la dernière scène de Pia de' Tolomei ou incluant dans l’air pour baryton de l’acte III une citation d'un autre opéra de Donizetti, Il paria (en). Comme le manuscrit de Salvi a disparu et que rien ne permet d'être certain que le manuscrit autographe, passé dans les archives de Ricordi, renferme l'intégralité des passages écrits par Donizetti lui-même, il est devenu à peu près impossible de démêler ce qui appartient à Donizetti et ce qui revient à Salvi.
À l’approche de la première du Duca d’Alba, Mme Lucca fait habilement monter l'attente de la critique et du public. En janvier 1882, elle organise une avant-première accompagnée au piano pour la presse. La première doit avoir lieu au Teatro Apollo de Rome avec une distribution attrayante qui réunit aux côtés de la soprano Abigaille Bruschi-Chiatti (en) deux des plus grands interprètes du répertoire verdien, le ténor Giuseppe Capponi (en) et le baryton Leone Giraldoni. Capponi déclarant forfait dès le 13 février face aux difficultés du rôle de Marcello, il est remplacé par le célèbre ténor espagnol Julián Gayarre, dont l'interprétation éclipsera pour ainsi dire tous les autres chanteurs et lui vaudra, dans un premier temps, l’exclusivité du rôle.
La création de l'œuvre le 22 mars 1882 est un événement considérable. On joue à guichets fermés, à un tarif double du tarif ordinaire, et en présence de la reine Marguerite elle-même. L'ouvrage reçoit un accueil enthousiaste. Joué en tout cinq fois à Rome, il est rapidement repris à Naples, où il est plus froidement accueilli, Bergame (août 1882), Barcelone (décembre 1882), Malte (1884), Turin (février 1886) et Madrid (1887).
Puis, brusquement, après le rachat du fonds de la Casa musicale Lucca par Ricordi en 1888, Il duca d'Alba disparaît de la scène. Non seulement il n'est plus représenté nulle part, mais il semble même complètement oublié jusqu'à ce que le chef Fernando Previtali découvre, sur un étalage d'un marché aux puces de Rome, la partition utilisée par le chef d'orchestre lors de la première représentation de 1882. Il duca d'Alba peut alors être joué en concert à Rome le 12 janvier 1952 mais dans une version fort abrégée, réduite à 3 actes et amputée de nombreux passages.

### La version révisée par Thomas Schippers
Le chef d'orchestre américain Thomas Schippers propose ensuite au Teatro Nuovo de Spoleto, le 11 juin 1959, une version encore plus réduite, toujours en 3 actes, dans une mise en scène de Luchino Visconti, qui bénéficie toutefois des décors originaux de 1882, dus à Carlo Ferrario (arz), miraculeusement préservés, et de chanteurs en costumes de la fin du XIXe siècle.
L'objectif de Schippers est d'éliminer les ajouts et révisions de Salvi pour revenir à une partition plus proche du manuscrit original de Donizetti et, de ce fait, moins choquante pour un auditeur du XXe siècle, car il faut reconnaître que la version Salvi sonne souvent davantage comme du Verdi, voire comme du Ponchielli que comme du Donizetti. Le chef d'orchestre américain écarte tout ce qui a été ajouté par Salvi et recompose les parties indispensables dans un style plus proche de celui de Donizetti. Il réintroduit notamment l'air Spirto gentil transféré par Donizetti dans La Favorita à la place de Angelo casto et bel. Il réduit également l'ouvrage à 3 actes en réunissant les actes I et II pour en faire deux tableaux du premier acte.
Cette version fait l'objet de quelques productions comme celle du Théâtre royal de la Monnaie de Bruxelles en 1979.
Plusieurs tentatives sont faites pour revenir plus près de la partition de 1882, comme celle du chef Eve Queler à New York en 1982. Mais ce n'est que le 1er juillet 1992 que celle-ci est enfin donnée au Teatro Nuovo de Spoleto dans le cadre du Festival dei due mondi, sous la baguette d'Alberto Maria Giuri. Néanmoins, aucune des deux versions ne parvient à imposer durablement l'ouvrage sur les scènes lyriques du monde entier.

## Distribution
| Rôle                                       | Type de voix | Interprètes lors de la première le 22 mars 1882 |
| ------------------------------------------ | ------------ | ----------------------------------------------- |
| Amelia di Egmont                           | soprano      | Abigaille Bruschi-Chiatti                       |
| Marcello di Bruges, patriote flamand       | ténor        | Julián Gayarre                                  |
| Il duca d'Alba, gouverneur des Flandres    | baryton      | Leone Giraldoni                                 |
| Daniele Brauer, patriote flamand           | basse        | Alessandro Silvestri                            |
| Sandoval, capitaine des troupes espagnoles | basse        | Igalmer Frey                                    |
| Carlos, officier espagnol                  | ténor        |                                                 |
| Un tavernier                               | ténor        |                                                 |
| Soldats espagnols, peuple flamand.         |              |                                                 |

## Argument

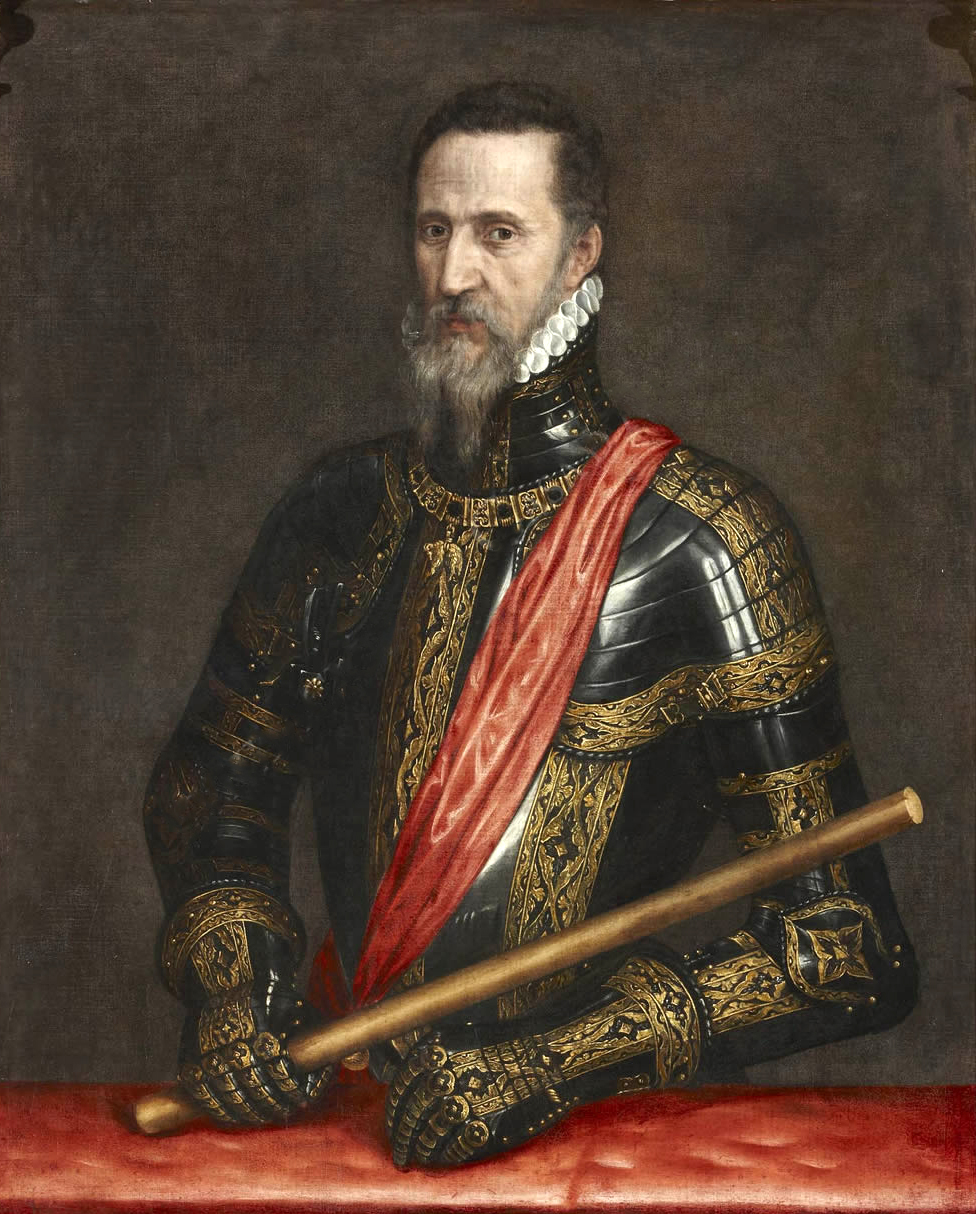
Portrait en peinture de Fernando Álvarez de Tolède, troisième duc d'Albe (peint par Antonio Moro)

L'action se déroule à Bruxelles et Anvers en 1573.
Le livret est inspiré de faits historiques. Ferdinand Alvare de Tolède (1507-1582), troisième duc d'Albe, fut nommé par Philippe II d'Espagne régent des Pays-Bas espagnols de 1567 à 1573 pour tenter de réduire les rébellions contre la souveraineté espagnole. Il fit arrêter l'une des principales figures de l'opposition, le comte d'Egmont, et le fit décapiter sur la Grand-Place de Bruxelles le 5 juin 1568. Cet événement marqua le point de départ de la guerre de Quatre-Vingts Ans au terme de laquelle les Provinces-Unies conquirent leur indépendance.
À ce fait historique, qui intervient juste avant le commencement de l'opéra, le livret mêle une invention dramatique sous forme d'une lettre que le duc d'Albe a reçue de son ancienne maîtresse : cette dernière, sur son lit de mort, lui révèle qu'il est le père d'un fils dont il ignorait tout et implore sa clémence à l'égard de ce jeune patriote flamand en lutte contre la domination espagnole.

### Acte I
La place de l'hôtel de ville à Bruxelles. Au fond, l'hôtel de ville. Au milieu de la place une colonne. À droite, la brasserie de Daniel, à gauche, l'entrée de la caserne des arquebusiers. Des bourgeois de Bruxelles, assis près de larges tables, ont devant eux des pots de bière.

Durée : environ 38 min
Avec la complicité de Daniele Breuer, maître brasseur et patriote flamand, la fille d'Egmont, Amelia, se rend sur les lieux du supplice de son père. Elle est provoquée par un soldat qui exige qu'elle chante en l'honneur du duc d'Albe, et incite ses compatriotes à se révolter, provoquant une agitation qui n'est calmée que par l'arrivée du duc lui-même.
Le jeune Marcello de Bruges, qui est épris d'Amélia, fait irruption et multiplie les provocations sans prêter attention au duc qui se tient silencieux près de lui. À la stupéfaction de ses soldats, le gouverneur ne réagit pas mais demande à tous de s'éloigner et questionne le jeune homme, en qui il a reconnu son propre fils. Le duc l'invite à rejoindre l'armée espagnole mais Marcello refuse avec indignation. Le duc se contente alors de lui demander de ne pas fréquenter les rebelles, mais Marcello tourne les talons et entre dans la brasserie de Daniele.

### Acte II
La brasserie de Daniele. Les ouvriers sont au travail. Seul un petit groupe reste oisif et semble regarder avec mépris la joie et l'insouciance des premiers. Daniele surveille et dirige les travaux.

Durée : environ 39 min
Amelia a fait le serment de venger la mort de son père. Elle est rejointe par Marcello, Daniele et les patriotes, dont ce dernier est le chef, et tous jurent de libérer leur pays du joug espagnol. Mais des soldats espagnols, commandés par Sandoval, surviennent et les arrêtent tous à l'exception de Marcello. Celui-ci a beau le supplier de l'arrêter avec ses amis, Sandoval lui répond qu'il est libre, par ordre du gouverneur. Impuissant, Marcello voit les soldats emmener sa fiancée et ses amis, qui le regardent avec suspicion.

### Acte III
Une salle de l'hôtel de ville de Bruxelles. Enceinte circulaire fermée par de larges portes vitrées ou croisées. Celles de droite donnent sur la place publique. Celles du fond donnent sur d'autres pièces plus grandes et avec lesquelles on communique lorsque les portes vitrées du fond sont ouvertes.

Durée : environ 26 min
Le duc relit la lettre de son ancienne maîtresse. Il exprime des regrets mais est plein de joie à l'idée de retrouver son fils. On lui annonce que les conjurés sont prêts à être exécutés, il demande qu'on introduise aussitôt Marcello. Lorsque le duc lui montre la lettre ainsi qu'une miniature de sa mère, Marcello est anéanti et bouleversé : il a perdu ses amis et le goût de la vie. À l'extérieur s'élève un De profundis, cependant que les conjurés, avec Amelia à leur tête, sont conduits à l'échafaud dressé sur la Grand-Place. Marcello demande grâce pour eux, mais le duc lui répond que comme gouverneur il ne peut rien pour ceux qui se sont révoltés contre leur roi, mais que comme père il peut tout pour son fils à condition que celui-ci se reconnaisse comme tel. Pendant qu'Amelia monte à l'échafaud, Marcello tombe aux pieds du duc en s'écriant : « Mon père ! Mon père ! » D'un geste, le duc suspend l'exécution, mais Amelia et ses amis, amenés devant le gouverneur, traitent Marcello avec mépris.

### Acte IV
Durée : environ 29 m

#### Premier tableau
L'oratoire d'Amelia
Dans l'espoir de l'y rencontrer, Marcello se rend à l'oratoire où Amelia vient chaque jour prier pour son père défunt. Il parvient presque à la persuader de sa sincérité, mais elle comprend que le duc d'Albe est son père. Marcello part en maudissant son secret tandis qu'Amelia maudit son amour.

#### Second tableau
Le port d'Anvers et les bords de l'Escaut. La flotte espagnole qui doit emmener le duc d'Albe est prête à mettre à la voile. Le vaisseau amiral est en avant - une large planche communique du vaisseau au rivage. Le port est couvert de matelots et de soldats qui
s'occupent des préparatifs de l'embarquement.
Le gouverneur transmet le pouvoir à son successeur, car lui-même retourne en Espagne en emmenant Marcello avec lui. Une procession de jeunes filles vient apporter des fleurs en l'honneur du gouverneur. Parmi elles, Marcello a remarqué Amelia. Celle-ci a caché un poignard dans son bouquet de fleurs. Lorsque Marcello la voit s'approcher du duc et lever son arme, il s'interpose et reçoit le coup destiné à son père. Au duc qui s'écrie : « Qu'as-tu fait ? » il répond : « Mon devoir... J'ai défendu mon père, elle a vengé le sien ! » Il expire, pleuré par Amelia. Le duc maudit la province qu'il quitte tandis que le peuple se réjouit à grands cris de son départ.

## Productions notables
| Dates                                            | Distribution (Amelia, Marcello, Duco d'Alba)         | Chef d'orchestre, Orchestre et chœur                                                               | Lieu, Théâtre                                                                                     | Metteur en scène   | Version   |
| ------------------------------------------------ | ---------------------------------------------------- | -------------------------------------------------------------------------------------------------- | ------------------------------------------------------------------------------------------------- | ------------------ | --------- |
| 12 janvier 1952                                  | Caterina Mancini, Amedeo Berdini, Giangiacomo Guelfi | Fernando Previtali, Orchestre de la RAI de Rome                                                    | Rome                                                                                              | Version de concert | Salvi     |
| 11 juin 1959                                     | Ivana Tosini, Renato Cioni, Louis Quilico            | Thomas Schippers                                                                                   | Spoleto, Teatro Nuovo                                                                             | Luchino Visconti   | Schippers |
| 20 octobre 1959                                  | Ivana Tosini, Renato Cioni, Louis Quilico            | Thomas Schippers                                                                                   | New York, Carnegie Hall                                                                           |                    | Schippers |
| 18 décembre 1959                                 | Ivana Tosini, Renato Cioni, Anselmo Colzani          | Danilo Belardinelli                                                                                | Modène, Teatro Comunale                                                                           |                    | Schippers |
| 23 et 27 décembre 1959                           | Ivana Tosini, Renato Cioni, Anselmo Colzani          | Danilo Belardinelli                                                                                | Bologne, Teatro Comunale                                                                          |                    | Schippers |
| septembre 1976-juin 1977                         | Françoise Garner, William Duprée, Gilbert Dubuc      | Atanas Margaritov                                                                                  | Gand                                                                                              |                    | Schippers |
| 28 septembre 1979                                | Marina Krilovici, Ottavio Garaventa, Silvano Carroli | Oliviero De Fabritiis                                                                              | Bruxelles, Théâtre royal de la Monnaie                                                            | Luchino Visconti   | Schippers |
| 27 et 30 décembre 1979, 3, 6, 9, 12 janvier 1980 | Angeles Gulin, Ottavio Garaventa, Silvano Carroli    | Anton Guadagno                                                                                     | Naples, Teatro San Carlo                                                                          |                    | Schippers |
| 28, 20, 23 et 27 décembre 1981, 3, 6 1982        | Ruth Falcon, Renzo Casellato, Renato Bruson          | Donato Renzetti                                                                                    | Florence, Teatro Comunale                                                                         |                    | Schippers |
| 1982                                             | Marina Krilovici, Matteo Manuguerra                  | Eve Queler, New York Opera Chorus and Orchestra                                                    | New York, Carnegie Hall                                                                           |                    | Salvi     |
| 28 mai 1992                                      | Michaela Sburiati, César Hernández (d), Alan Titus   | Alberto Maria Giuri                                                                                | Charleston (Virginie-Occidentale), Spoleto Festival USA                                           | Luchino Visconti   | Schippers |
| 24, 27 juin, 1er, 4, 9, 12 juillet 1992          | Michaela Sburiati, César Hernández (d), Alan Titus   | Alberto Maria Giuri                                                                                | Spoleto, Teatro Nuovo                                                                             | Luchino Visconti   | Salvi     |
| 15 et 17 juillet 1992                            |                                                      | | Gênes, Teatro Carlo Felice                                                                        |                    |           |
| 16 juillet 2007                                  | Inva Mula, Arturo Chacón Cruz, Franck Ferrari        | Enrique Mazzola, Orchestre national de Montpellier-Languedoc-Roussillon, Chœur de la Radio lettone | Montpellier, Opéra Berlioz-Le Corum, Festival de Radio France et Montpellier Languedoc Roussillon | Version de concert | Salvi     |

### Sources
- (en) William Ashbrook, Donizetti and his Operas, Cambridge University Press, Cambridge and New York, 1982
- (fr) Yonel Buldrini, Gaetano Donizetti. Il duca d'Alba, I, II III IV, sur le site www.forumopera.com
- (fr) Mathias Lehn, Le retour du duc d'Albe, 4 avril 2005, sur le site de Radio France
- (it) « Francesco Lucca », Dizionario Biografico degli Italiani, vol. 66, 2007, in Encyclopédie Treccani (Lire en ligne)